# Campiglossa crockeri
Campiglossa crockeri
 es una especie de insecto díptero que Mary Katherine Curran describió científicamente por primera vez en el año 1934.
Esta especie pertenece al género Campiglossa de la familia Tephritidae.